# Історіографія Берестейського миру

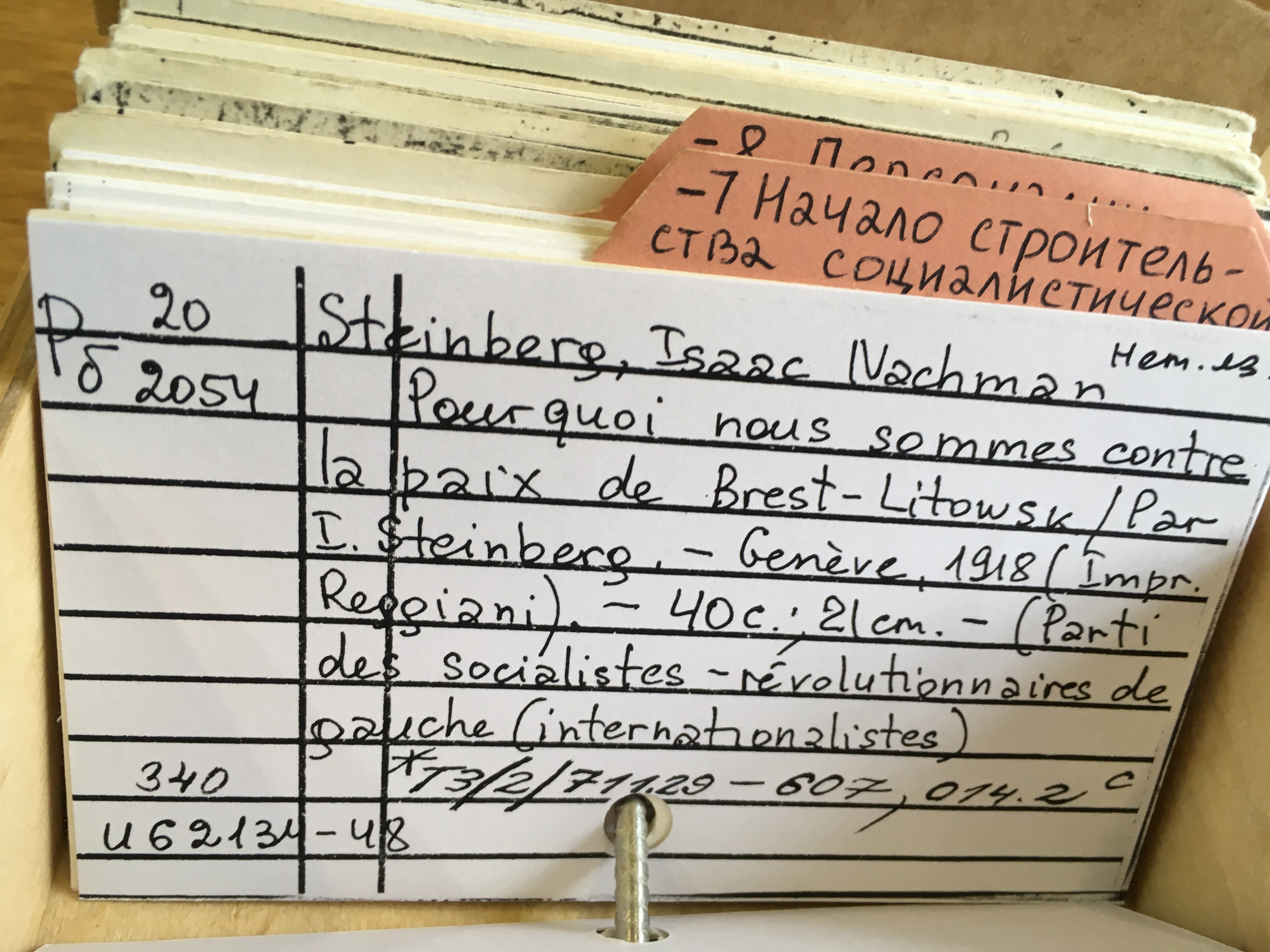
Історіографія Берестейського миру: фрагмент каталогу РДБ

Центральне місце Берест-Литовського договору як для «східної політики» Німеччини, так і для історії Радянської Росії призвело до того, що друга мирна угода Великої війни розглядалася у значній кількості мемуарів та історичних праць: так, до 1990 тільки на території СРСР про Берестейський мир було опубліковано щонайменше 44 монографії, 33 брошури та 129 статей, а робота історика Йодайта, опублікована в 1961 році, містила перелік зі 135 робіт — переважно німецькою мовою.

## Історіографія
Центральне місце Берест-Литовського договору як для всієї Німецької «східної політики» (див. Ostpolitik), так і для історії Радянської Росії, призвело до того, що кожна мемуарна робота, що охоплює період 1918 року, обговорювала тему миру. Як наслідок, історик Клаус Йодайт ще в 1961 році пропонував обмежитися розглядом думок лише безпосередніх учасників переговорів та авторів подальших досліджень.

### Радянська історіографія
До 1990 року тільки на території СРСР про Берестейський мир було опубліковано принаймні 44 монографії, 33 брошури та 129 статей. Олена Каплуновська виділяла три етапи в радянській, вельми «партійній і канонізованій», історіографії Берестейського миру та внутрішньопартійної дискусії про нього — історіографії, що являла собою «змінний калейдоскоп історіографічних уявлень», у рамках яких фактичні дані про хід переговорів інтерпретувалися з усе нових ідеологічних і революційно-теоретичних позицій.